# Mikulovické jezero
Mikulovické jezero je přírodní památka v okrese Znojmo na východním okraji obce Mikulovice v blízkém lese. Důvodem ochrany je vodní a mokřadní biotop, vzácní živočichové a rostlinstvo.